# Ostro (cacciatorpediniere 1901)
L’Ostro è stato un cacciatorpediniere della Regia Marina.

## Storia
La nave partecipò attivamente alla guerra italo-turca.
Il 18 aprile 1912 partecipò, insieme alla corazzata Emanuele Filiberto, all'attacco del presidio turco di Wathy, sull'isola di Samo: una nave da guerra turca stazionaria a Samo, l’Ircanich (per altre fonti Ixanié) fu affondata, e le installazioni militari ottomane (una caserma ed alcune batterie d'artiglieria) distrutte, obbligando la guarnigione alla resa.
Il 2 maggio dello stesso anno l'Ostro prese parte, insieme alla corazzata Regina Margherita, ad un'azione diversiva che prevedeva vari attacchi lungo le coste di Rodi, per distrarre il presidio ottomano mentre si preparava lo sbarco italiano a Calitea.
Il 7 od il 28 maggio 1912 l’Ostro catturò a Lindos, nel Dodecaneso, l'ex governatore turco («wali») di Rodi, occupata due giorni prima.
All'inizio della prima guerra mondiale l'unità, inquadrata nella VI Squadriglia Cacciatorpediniere (Lampo, Euro, Strale, Dardo), aveva base a Tripoli, al comando del capitano di corvetta Castiglioni. Essendo ormai un'unità anziana e superata, ebbe impiego piuttosto scarso, come del resto le navi gemelle.
Nel 1915-1918 fu modificato ed imbarcò attrezzature per posare 12 mine, per lanciare bombe di profondità e per rimorchiare torpedini antisommergibile.
La sua presenza a Durazzo insieme al gemello Euro, il 29 dicembre 1916, motivò un'incursione di navi austroungariche nelle acque di tale base: i due cacciatorpediniere erano frattanto ripartiti e quindi ne uscirono indenni, mentre furono affondati il piroscafo greco Mikael e due velieri (uniche navi che si trovavano nella rada del porto albanese).
Radiato nel 1920, l’Ostro fu demolito.